# Европа Прес
Европа Прес (на испански: Europa Press) е информационна агенция в Испания. Тя е основана през 1953 г. от Торкуато Лука де Тена Брунет и други личности, бивши членове на Опус Деи, заемали високи държавни постове по време на второто управление на Франко. През 1968 г. собствеността на „Европа Прес“ преминава в ръцете на бизнесмена Франсиско Мартин Фернандес де Ередия, който почива през 2011 г. Агенцията наследяват неговите наследници – Луис Мартин Кабиедес, завършил философия от Университета „Комплутенсе“ в Мадрид през 1989 г., Асис Мартин Кабиедес и Росарио Мартин Кабиедес през 1994 г.
„Европа Прес“ се възприема като една от най-големите агенции в страната. Тя излъчва предимно на испански език, денонощно и има кореспонденти във всички автономни области в Испания.